# Rašid Nežmetdinov
Rašid Gibjatovič Nežmetdinov (in russo Рашид Гибятович Нежметдинов?; Aktjubinsk, 15 dicembre 1912 – Kazan', 3 giugno 1974) è stato uno scacchista e damista sovietico.

## Biografia
Nato in una famiglia di etnia tatara nell'attuale Kazakistan (allora parte dell'Impero russo), si trasferì a pochi anni d'età a Kazan' coi fratelli dopo la morte di entrambi i genitori.
Nežmetdinov rivelò molto presto una grande attitudine per gli scacchi.
All'età di 15 anni partecipò al Torneo dei Pionieri di Kazan', vincendo tutte le 15 partite.
Imparò in quell'anno a giocare a dama e dopo un mese si classificò secondo nel campionato di dama di Kazan'.
Partecipò poi al campionato sovietico di dama del 1927, classificandosi 6º e ottenendo il titolo di Maestro.
In seguito tuttavia abbandonò la dama per gli scacchi.
Dopo l'inizio della seconda guerra mondiale fu arruolato nell'Armata Rossa e partecipò alle operazioni militari in Germania. Poco dopo il termine della guerra vinse un torneo organizzato dall'amministrazione sovietica di occupazione. Tornò a Kazan' nel 1946 e l'anno successivo fu 2º-3º con Ivašin nel 7º campionato russo di Kujbyšev. Nello stesso anno fu 2º a Saratov nei quarti di finale del campionato sovietico, dietro a Ratmir Cholmov. Questo risultato gli diede il diritto di disputare un match per il titolo di Maestro con Vladas Mikėnas, che terminò in pareggio, risultato che fu considerato insufficiente per ottenere il titolo.
Nel 1949 Nežmetdinov stava assistendo alle semifinali del campionato russo di dama che si tenevano a Kazan', quando uno degli iscritti non si presentò. Pur non avendo giocato a dama da 15 anni, giocò al suo posto e vinse tutte le partite. Subito dopo partecipò a Gor'kij al campionato della Repubblica russa, vincendolo davanti a Lev Aronin e Isaak Boleslavs'kyj e ottenendo il titolo di Maestro.
Vincerà poi altre quattro volte questo campionato: nel 1951, 1953, 1957 e 1958. Nella finale del campionato russo di dama si classificò secondo.
Nežmetdinov partecipò a tre campionati sovietici: nel 1954 si classificò 7º su 20 giocatori; nel 1957 13º su 22 giocatori, ma vinse nello scontro diretto con Michail Tal', vincitore del torneo, e con Boris Spasskij, 4º classificato; nel 1959 fu solo 19º su 22 partecipanti.
Partecipò a un solo torneo fuori dall'Unione Sovietica, a Bucarest nel 1953, in cui si classificò secondo dietro a Viktor Korčnoj.
Nel 1961 fu 2º-3º a Rostov sul Don.
Nežmetdinov è famoso per il suo stile di gioco molto combinativo, sempre volto all'attacco e alla ricerca dell'iniziativa. Ottenne un risultato positivo nelle 20 partite che giocò contro i campioni del mondo. Vinse partite contro grandi campioni come Tal', Spasskij, Bronštejn, Heller e Paluhaeŭski, ma non riuscì a prevalere contro giocatori molto forti in difesa come Korčnoj, Petrosyan e Averbach.
Nežmetdinov e Tal' si frequentarono spesso anche al di fuori del mondo degli scacchi professionistici, tanto che, come riportato dalla prima moglie di Tal', i due spesso stavano in piedi tutta la notte a giocare partite a scacchi tra di loro. Per via delle similitudini tra i loro stili, Nežmetdinov fu scelto da Tal' come suo allenatore nei match per il titolo mondiale del 1960 e del 1961 contro Botvinnik.
Scrisse il libro Izbrannye partii (Kazan', 1960), tradotto in inglese col titolo Nezhmetdinov's Best Games of Chess, Caissa Books, Kecskemet, 2000, ISBN 0-939433-55-9

## Alcune partite notevoli
Questa è una delle più famose partite di Nežmetdinov, che vinse con uno spettacolare sacrificio di Donna.

|   | a | b | c | d | e | f | g | h |   |
| 8 | a8 torre del nero · g8 re del nero · a7 pedone del nero · b7 pedone del nero · c7 pedone del nero · f7 torre del nero · h7 pedone del nero · d6 pedone del nero · h6 alfiere del nero · d5 pedone del bianco · e5 cavallo del nero · b4 cavallo del nero · e4 pedone del bianco · f4 pedone del bianco · g4 pedone del nero · b3 pedone del bianco · e3 re del bianco · g3 pedone del bianco · a2 pedone del bianco · b2 alfiere del bianco · c2 alfiere del bianco · e2 cavallo del bianco · h2 donna del nero · a1 torre del bianco · d1 donna del bianco · h1 torre del bianco | a8 torre del nero · g8 re del nero · a7 pedone del nero · b7 pedone del nero · c7 pedone del nero · f7 torre del nero · h7 pedone del nero · d6 pedone del nero · h6 alfiere del nero · d5 pedone del bianco · e5 cavallo del nero · b4 cavallo del nero · e4 pedone del bianco · f4 pedone del bianco · g4 pedone del nero · b3 pedone del bianco · e3 re del bianco · g3 pedone del bianco · a2 pedone del bianco · b2 alfiere del bianco · c2 alfiere del bianco · e2 cavallo del bianco · h2 donna del nero · a1 torre del bianco · d1 donna del bianco · h1 torre del bianco | a8 torre del nero · g8 re del nero · a7 pedone del nero · b7 pedone del nero · c7 pedone del nero · f7 torre del nero · h7 pedone del nero · d6 pedone del nero · h6 alfiere del nero · d5 pedone del bianco · e5 cavallo del nero · b4 cavallo del nero · e4 pedone del bianco · f4 pedone del bianco · g4 pedone del nero · b3 pedone del bianco · e3 re del bianco · g3 pedone del bianco · a2 pedone del bianco · b2 alfiere del bianco · c2 alfiere del bianco · e2 cavallo del bianco · h2 donna del nero · a1 torre del bianco · d1 donna del bianco · h1 torre del bianco | a8 torre del nero · g8 re del nero · a7 pedone del nero · b7 pedone del nero · c7 pedone del nero · f7 torre del nero · h7 pedone del nero · d6 pedone del nero · h6 alfiere del nero · d5 pedone del bianco · e5 cavallo del nero · b4 cavallo del nero · e4 pedone del bianco · f4 pedone del bianco · g4 pedone del nero · b3 pedone del bianco · e3 re del bianco · g3 pedone del bianco · a2 pedone del bianco · b2 alfiere del bianco · c2 alfiere del bianco · e2 cavallo del bianco · h2 donna del nero · a1 torre del bianco · d1 donna del bianco · h1 torre del bianco | a8 torre del nero · g8 re del nero · a7 pedone del nero · b7 pedone del nero · c7 pedone del nero · f7 torre del nero · h7 pedone del nero · d6 pedone del nero · h6 alfiere del nero · d5 pedone del bianco · e5 cavallo del nero · b4 cavallo del nero · e4 pedone del bianco · f4 pedone del bianco · g4 pedone del nero · b3 pedone del bianco · e3 re del bianco · g3 pedone del bianco · a2 pedone del bianco · b2 alfiere del bianco · c2 alfiere del bianco · e2 cavallo del bianco · h2 donna del nero · a1 torre del bianco · d1 donna del bianco · h1 torre del bianco | a8 torre del nero · g8 re del nero · a7 pedone del nero · b7 pedone del nero · c7 pedone del nero · f7 torre del nero · h7 pedone del nero · d6 pedone del nero · h6 alfiere del nero · d5 pedone del bianco · e5 cavallo del nero · b4 cavallo del nero · e4 pedone del bianco · f4 pedone del bianco · g4 pedone del nero · b3 pedone del bianco · e3 re del bianco · g3 pedone del bianco · a2 pedone del bianco · b2 alfiere del bianco · c2 alfiere del bianco · e2 cavallo del bianco · h2 donna del nero · a1 torre del bianco · d1 donna del bianco · h1 torre del bianco | a8 torre del nero · g8 re del nero · a7 pedone del nero · b7 pedone del nero · c7 pedone del nero · f7 torre del nero · h7 pedone del nero · d6 pedone del nero · h6 alfiere del nero · d5 pedone del bianco · e5 cavallo del nero · b4 cavallo del nero · e4 pedone del bianco · f4 pedone del bianco · g4 pedone del nero · b3 pedone del bianco · e3 re del bianco · g3 pedone del bianco · a2 pedone del bianco · b2 alfiere del bianco · c2 alfiere del bianco · e2 cavallo del bianco · h2 donna del nero · a1 torre del bianco · d1 donna del bianco · h1 torre del bianco | a8 torre del nero · g8 re del nero · a7 pedone del nero · b7 pedone del nero · c7 pedone del nero · f7 torre del nero · h7 pedone del nero · d6 pedone del nero · h6 alfiere del nero · d5 pedone del bianco · e5 cavallo del nero · b4 cavallo del nero · e4 pedone del bianco · f4 pedone del bianco · g4 pedone del nero · b3 pedone del bianco · e3 re del bianco · g3 pedone del bianco · a2 pedone del bianco · b2 alfiere del bianco · c2 alfiere del bianco · e2 cavallo del bianco · h2 donna del nero · a1 torre del bianco · d1 donna del bianco · h1 torre del bianco | 8 |
| 7 | a8 torre del nero · g8 re del nero · a7 pedone del nero · b7 pedone del nero · c7 pedone del nero · f7 torre del nero · h7 pedone del nero · d6 pedone del nero · h6 alfiere del nero · d5 pedone del bianco · e5 cavallo del nero · b4 cavallo del nero · e4 pedone del bianco · f4 pedone del bianco · g4 pedone del nero · b3 pedone del bianco · e3 re del bianco · g3 pedone del bianco · a2 pedone del bianco · b2 alfiere del bianco · c2 alfiere del bianco · e2 cavallo del bianco · h2 donna del nero · a1 torre del bianco · d1 donna del bianco · h1 torre del bianco | a8 torre del nero · g8 re del nero · a7 pedone del nero · b7 pedone del nero · c7 pedone del nero · f7 torre del nero · h7 pedone del nero · d6 pedone del nero · h6 alfiere del nero · d5 pedone del bianco · e5 cavallo del nero · b4 cavallo del nero · e4 pedone del bianco · f4 pedone del bianco · g4 pedone del nero · b3 pedone del bianco · e3 re del bianco · g3 pedone del bianco · a2 pedone del bianco · b2 alfiere del bianco · c2 alfiere del bianco · e2 cavallo del bianco · h2 donna del nero · a1 torre del bianco · d1 donna del bianco · h1 torre del bianco | a8 torre del nero · g8 re del nero · a7 pedone del nero · b7 pedone del nero · c7 pedone del nero · f7 torre del nero · h7 pedone del nero · d6 pedone del nero · h6 alfiere del nero · d5 pedone del bianco · e5 cavallo del nero · b4 cavallo del nero · e4 pedone del bianco · f4 pedone del bianco · g4 pedone del nero · b3 pedone del bianco · e3 re del bianco · g3 pedone del bianco · a2 pedone del bianco · b2 alfiere del bianco · c2 alfiere del bianco · e2 cavallo del bianco · h2 donna del nero · a1 torre del bianco · d1 donna del bianco · h1 torre del bianco | a8 torre del nero · g8 re del nero · a7 pedone del nero · b7 pedone del nero · c7 pedone del nero · f7 torre del nero · h7 pedone del nero · d6 pedone del nero · h6 alfiere del nero · d5 pedone del bianco · e5 cavallo del nero · b4 cavallo del nero · e4 pedone del bianco · f4 pedone del bianco · g4 pedone del nero · b3 pedone del bianco · e3 re del bianco · g3 pedone del bianco · a2 pedone del bianco · b2 alfiere del bianco · c2 alfiere del bianco · e2 cavallo del bianco · h2 donna del nero · a1 torre del bianco · d1 donna del bianco · h1 torre del bianco | a8 torre del nero · g8 re del nero · a7 pedone del nero · b7 pedone del nero · c7 pedone del nero · f7 torre del nero · h7 pedone del nero · d6 pedone del nero · h6 alfiere del nero · d5 pedone del bianco · e5 cavallo del nero · b4 cavallo del nero · e4 pedone del bianco · f4 pedone del bianco · g4 pedone del nero · b3 pedone del bianco · e3 re del bianco · g3 pedone del bianco · a2 pedone del bianco · b2 alfiere del bianco · c2 alfiere del bianco · e2 cavallo del bianco · h2 donna del nero · a1 torre del bianco · d1 donna del bianco · h1 torre del bianco | a8 torre del nero · g8 re del nero · a7 pedone del nero · b7 pedone del nero · c7 pedone del nero · f7 torre del nero · h7 pedone del nero · d6 pedone del nero · h6 alfiere del nero · d5 pedone del bianco · e5 cavallo del nero · b4 cavallo del nero · e4 pedone del bianco · f4 pedone del bianco · g4 pedone del nero · b3 pedone del bianco · e3 re del bianco · g3 pedone del bianco · a2 pedone del bianco · b2 alfiere del bianco · c2 alfiere del bianco · e2 cavallo del bianco · h2 donna del nero · a1 torre del bianco · d1 donna del bianco · h1 torre del bianco | a8 torre del nero · g8 re del nero · a7 pedone del nero · b7 pedone del nero · c7 pedone del nero · f7 torre del nero · h7 pedone del nero · d6 pedone del nero · h6 alfiere del nero · d5 pedone del bianco · e5 cavallo del nero · b4 cavallo del nero · e4 pedone del bianco · f4 pedone del bianco · g4 pedone del nero · b3 pedone del bianco · e3 re del bianco · g3 pedone del bianco · a2 pedone del bianco · b2 alfiere del bianco · c2 alfiere del bianco · e2 cavallo del bianco · h2 donna del nero · a1 torre del bianco · d1 donna del bianco · h1 torre del bianco | a8 torre del nero · g8 re del nero · a7 pedone del nero · b7 pedone del nero · c7 pedone del nero · f7 torre del nero · h7 pedone del nero · d6 pedone del nero · h6 alfiere del nero · d5 pedone del bianco · e5 cavallo del nero · b4 cavallo del nero · e4 pedone del bianco · f4 pedone del bianco · g4 pedone del nero · b3 pedone del bianco · e3 re del bianco · g3 pedone del bianco · a2 pedone del bianco · b2 alfiere del bianco · c2 alfiere del bianco · e2 cavallo del bianco · h2 donna del nero · a1 torre del bianco · d1 donna del bianco · h1 torre del bianco | 7 |
| 6 | a8 torre del nero · g8 re del nero · a7 pedone del nero · b7 pedone del nero · c7 pedone del nero · f7 torre del nero · h7 pedone del nero · d6 pedone del nero · h6 alfiere del nero · d5 pedone del bianco · e5 cavallo del nero · b4 cavallo del nero · e4 pedone del bianco · f4 pedone del bianco · g4 pedone del nero · b3 pedone del bianco · e3 re del bianco · g3 pedone del bianco · a2 pedone del bianco · b2 alfiere del bianco · c2 alfiere del bianco · e2 cavallo del bianco · h2 donna del nero · a1 torre del bianco · d1 donna del bianco · h1 torre del bianco | a8 torre del nero · g8 re del nero · a7 pedone del nero · b7 pedone del nero · c7 pedone del nero · f7 torre del nero · h7 pedone del nero · d6 pedone del nero · h6 alfiere del nero · d5 pedone del bianco · e5 cavallo del nero · b4 cavallo del nero · e4 pedone del bianco · f4 pedone del bianco · g4 pedone del nero · b3 pedone del bianco · e3 re del bianco · g3 pedone del bianco · a2 pedone del bianco · b2 alfiere del bianco · c2 alfiere del bianco · e2 cavallo del bianco · h2 donna del nero · a1 torre del bianco · d1 donna del bianco · h1 torre del bianco | a8 torre del nero · g8 re del nero · a7 pedone del nero · b7 pedone del nero · c7 pedone del nero · f7 torre del nero · h7 pedone del nero · d6 pedone del nero · h6 alfiere del nero · d5 pedone del bianco · e5 cavallo del nero · b4 cavallo del nero · e4 pedone del bianco · f4 pedone del bianco · g4 pedone del nero · b3 pedone del bianco · e3 re del bianco · g3 pedone del bianco · a2 pedone del bianco · b2 alfiere del bianco · c2 alfiere del bianco · e2 cavallo del bianco · h2 donna del nero · a1 torre del bianco · d1 donna del bianco · h1 torre del bianco | a8 torre del nero · g8 re del nero · a7 pedone del nero · b7 pedone del nero · c7 pedone del nero · f7 torre del nero · h7 pedone del nero · d6 pedone del nero · h6 alfiere del nero · d5 pedone del bianco · e5 cavallo del nero · b4 cavallo del nero · e4 pedone del bianco · f4 pedone del bianco · g4 pedone del nero · b3 pedone del bianco · e3 re del bianco · g3 pedone del bianco · a2 pedone del bianco · b2 alfiere del bianco · c2 alfiere del bianco · e2 cavallo del bianco · h2 donna del nero · a1 torre del bianco · d1 donna del bianco · h1 torre del bianco | a8 torre del nero · g8 re del nero · a7 pedone del nero · b7 pedone del nero · c7 pedone del nero · f7 torre del nero · h7 pedone del nero · d6 pedone del nero · h6 alfiere del nero · d5 pedone del bianco · e5 cavallo del nero · b4 cavallo del nero · e4 pedone del bianco · f4 pedone del bianco · g4 pedone del nero · b3 pedone del bianco · e3 re del bianco · g3 pedone del bianco · a2 pedone del bianco · b2 alfiere del bianco · c2 alfiere del bianco · e2 cavallo del bianco · h2 donna del nero · a1 torre del bianco · d1 donna del bianco · h1 torre del bianco | a8 torre del nero · g8 re del nero · a7 pedone del nero · b7 pedone del nero · c7 pedone del nero · f7 torre del nero · h7 pedone del nero · d6 pedone del nero · h6 alfiere del nero · d5 pedone del bianco · e5 cavallo del nero · b4 cavallo del nero · e4 pedone del bianco · f4 pedone del bianco · g4 pedone del nero · b3 pedone del bianco · e3 re del bianco · g3 pedone del bianco · a2 pedone del bianco · b2 alfiere del bianco · c2 alfiere del bianco · e2 cavallo del bianco · h2 donna del nero · a1 torre del bianco · d1 donna del bianco · h1 torre del bianco | a8 torre del nero · g8 re del nero · a7 pedone del nero · b7 pedone del nero · c7 pedone del nero · f7 torre del nero · h7 pedone del nero · d6 pedone del nero · h6 alfiere del nero · d5 pedone del bianco · e5 cavallo del nero · b4 cavallo del nero · e4 pedone del bianco · f4 pedone del bianco · g4 pedone del nero · b3 pedone del bianco · e3 re del bianco · g3 pedone del bianco · a2 pedone del bianco · b2 alfiere del bianco · c2 alfiere del bianco · e2 cavallo del bianco · h2 donna del nero · a1 torre del bianco · d1 donna del bianco · h1 torre del bianco | a8 torre del nero · g8 re del nero · a7 pedone del nero · b7 pedone del nero · c7 pedone del nero · f7 torre del nero · h7 pedone del nero · d6 pedone del nero · h6 alfiere del nero · d5 pedone del bianco · e5 cavallo del nero · b4 cavallo del nero · e4 pedone del bianco · f4 pedone del bianco · g4 pedone del nero · b3 pedone del bianco · e3 re del bianco · g3 pedone del bianco · a2 pedone del bianco · b2 alfiere del bianco · c2 alfiere del bianco · e2 cavallo del bianco · h2 donna del nero · a1 torre del bianco · d1 donna del bianco · h1 torre del bianco | 6 |
| 5 | a8 torre del nero · g8 re del nero · a7 pedone del nero · b7 pedone del nero · c7 pedone del nero · f7 torre del nero · h7 pedone del nero · d6 pedone del nero · h6 alfiere del nero · d5 pedone del bianco · e5 cavallo del nero · b4 cavallo del nero · e4 pedone del bianco · f4 pedone del bianco · g4 pedone del nero · b3 pedone del bianco · e3 re del bianco · g3 pedone del bianco · a2 pedone del bianco · b2 alfiere del bianco · c2 alfiere del bianco · e2 cavallo del bianco · h2 donna del nero · a1 torre del bianco · d1 donna del bianco · h1 torre del bianco | a8 torre del nero · g8 re del nero · a7 pedone del nero · b7 pedone del nero · c7 pedone del nero · f7 torre del nero · h7 pedone del nero · d6 pedone del nero · h6 alfiere del nero · d5 pedone del bianco · e5 cavallo del nero · b4 cavallo del nero · e4 pedone del bianco · f4 pedone del bianco · g4 pedone del nero · b3 pedone del bianco · e3 re del bianco · g3 pedone del bianco · a2 pedone del bianco · b2 alfiere del bianco · c2 alfiere del bianco · e2 cavallo del bianco · h2 donna del nero · a1 torre del bianco · d1 donna del bianco · h1 torre del bianco | a8 torre del nero · g8 re del nero · a7 pedone del nero · b7 pedone del nero · c7 pedone del nero · f7 torre del nero · h7 pedone del nero · d6 pedone del nero · h6 alfiere del nero · d5 pedone del bianco · e5 cavallo del nero · b4 cavallo del nero · e4 pedone del bianco · f4 pedone del bianco · g4 pedone del nero · b3 pedone del bianco · e3 re del bianco · g3 pedone del bianco · a2 pedone del bianco · b2 alfiere del bianco · c2 alfiere del bianco · e2 cavallo del bianco · h2 donna del nero · a1 torre del bianco · d1 donna del bianco · h1 torre del bianco | a8 torre del nero · g8 re del nero · a7 pedone del nero · b7 pedone del nero · c7 pedone del nero · f7 torre del nero · h7 pedone del nero · d6 pedone del nero · h6 alfiere del nero · d5 pedone del bianco · e5 cavallo del nero · b4 cavallo del nero · e4 pedone del bianco · f4 pedone del bianco · g4 pedone del nero · b3 pedone del bianco · e3 re del bianco · g3 pedone del bianco · a2 pedone del bianco · b2 alfiere del bianco · c2 alfiere del bianco · e2 cavallo del bianco · h2 donna del nero · a1 torre del bianco · d1 donna del bianco · h1 torre del bianco | a8 torre del nero · g8 re del nero · a7 pedone del nero · b7 pedone del nero · c7 pedone del nero · f7 torre del nero · h7 pedone del nero · d6 pedone del nero · h6 alfiere del nero · d5 pedone del bianco · e5 cavallo del nero · b4 cavallo del nero · e4 pedone del bianco · f4 pedone del bianco · g4 pedone del nero · b3 pedone del bianco · e3 re del bianco · g3 pedone del bianco · a2 pedone del bianco · b2 alfiere del bianco · c2 alfiere del bianco · e2 cavallo del bianco · h2 donna del nero · a1 torre del bianco · d1 donna del bianco · h1 torre del bianco | a8 torre del nero · g8 re del nero · a7 pedone del nero · b7 pedone del nero · c7 pedone del nero · f7 torre del nero · h7 pedone del nero · d6 pedone del nero · h6 alfiere del nero · d5 pedone del bianco · e5 cavallo del nero · b4 cavallo del nero · e4 pedone del bianco · f4 pedone del bianco · g4 pedone del nero · b3 pedone del bianco · e3 re del bianco · g3 pedone del bianco · a2 pedone del bianco · b2 alfiere del bianco · c2 alfiere del bianco · e2 cavallo del bianco · h2 donna del nero · a1 torre del bianco · d1 donna del bianco · h1 torre del bianco | a8 torre del nero · g8 re del nero · a7 pedone del nero · b7 pedone del nero · c7 pedone del nero · f7 torre del nero · h7 pedone del nero · d6 pedone del nero · h6 alfiere del nero · d5 pedone del bianco · e5 cavallo del nero · b4 cavallo del nero · e4 pedone del bianco · f4 pedone del bianco · g4 pedone del nero · b3 pedone del bianco · e3 re del bianco · g3 pedone del bianco · a2 pedone del bianco · b2 alfiere del bianco · c2 alfiere del bianco · e2 cavallo del bianco · h2 donna del nero · a1 torre del bianco · d1 donna del bianco · h1 torre del bianco | a8 torre del nero · g8 re del nero · a7 pedone del nero · b7 pedone del nero · c7 pedone del nero · f7 torre del nero · h7 pedone del nero · d6 pedone del nero · h6 alfiere del nero · d5 pedone del bianco · e5 cavallo del nero · b4 cavallo del nero · e4 pedone del bianco · f4 pedone del bianco · g4 pedone del nero · b3 pedone del bianco · e3 re del bianco · g3 pedone del bianco · a2 pedone del bianco · b2 alfiere del bianco · c2 alfiere del bianco · e2 cavallo del bianco · h2 donna del nero · a1 torre del bianco · d1 donna del bianco · h1 torre del bianco | 5 |
| 4 | a8 torre del nero · g8 re del nero · a7 pedone del nero · b7 pedone del nero · c7 pedone del nero · f7 torre del nero · h7 pedone del nero · d6 pedone del nero · h6 alfiere del nero · d5 pedone del bianco · e5 cavallo del nero · b4 cavallo del nero · e4 pedone del bianco · f4 pedone del bianco · g4 pedone del nero · b3 pedone del bianco · e3 re del bianco · g3 pedone del bianco · a2 pedone del bianco · b2 alfiere del bianco · c2 alfiere del bianco · e2 cavallo del bianco · h2 donna del nero · a1 torre del bianco · d1 donna del bianco · h1 torre del bianco | a8 torre del nero · g8 re del nero · a7 pedone del nero · b7 pedone del nero · c7 pedone del nero · f7 torre del nero · h7 pedone del nero · d6 pedone del nero · h6 alfiere del nero · d5 pedone del bianco · e5 cavallo del nero · b4 cavallo del nero · e4 pedone del bianco · f4 pedone del bianco · g4 pedone del nero · b3 pedone del bianco · e3 re del bianco · g3 pedone del bianco · a2 pedone del bianco · b2 alfiere del bianco · c2 alfiere del bianco · e2 cavallo del bianco · h2 donna del nero · a1 torre del bianco · d1 donna del bianco · h1 torre del bianco | a8 torre del nero · g8 re del nero · a7 pedone del nero · b7 pedone del nero · c7 pedone del nero · f7 torre del nero · h7 pedone del nero · d6 pedone del nero · h6 alfiere del nero · d5 pedone del bianco · e5 cavallo del nero · b4 cavallo del nero · e4 pedone del bianco · f4 pedone del bianco · g4 pedone del nero · b3 pedone del bianco · e3 re del bianco · g3 pedone del bianco · a2 pedone del bianco · b2 alfiere del bianco · c2 alfiere del bianco · e2 cavallo del bianco · h2 donna del nero · a1 torre del bianco · d1 donna del bianco · h1 torre del bianco | a8 torre del nero · g8 re del nero · a7 pedone del nero · b7 pedone del nero · c7 pedone del nero · f7 torre del nero · h7 pedone del nero · d6 pedone del nero · h6 alfiere del nero · d5 pedone del bianco · e5 cavallo del nero · b4 cavallo del nero · e4 pedone del bianco · f4 pedone del bianco · g4 pedone del nero · b3 pedone del bianco · e3 re del bianco · g3 pedone del bianco · a2 pedone del bianco · b2 alfiere del bianco · c2 alfiere del bianco · e2 cavallo del bianco · h2 donna del nero · a1 torre del bianco · d1 donna del bianco · h1 torre del bianco | a8 torre del nero · g8 re del nero · a7 pedone del nero · b7 pedone del nero · c7 pedone del nero · f7 torre del nero · h7 pedone del nero · d6 pedone del nero · h6 alfiere del nero · d5 pedone del bianco · e5 cavallo del nero · b4 cavallo del nero · e4 pedone del bianco · f4 pedone del bianco · g4 pedone del nero · b3 pedone del bianco · e3 re del bianco · g3 pedone del bianco · a2 pedone del bianco · b2 alfiere del bianco · c2 alfiere del bianco · e2 cavallo del bianco · h2 donna del nero · a1 torre del bianco · d1 donna del bianco · h1 torre del bianco | a8 torre del nero · g8 re del nero · a7 pedone del nero · b7 pedone del nero · c7 pedone del nero · f7 torre del nero · h7 pedone del nero · d6 pedone del nero · h6 alfiere del nero · d5 pedone del bianco · e5 cavallo del nero · b4 cavallo del nero · e4 pedone del bianco · f4 pedone del bianco · g4 pedone del nero · b3 pedone del bianco · e3 re del bianco · g3 pedone del bianco · a2 pedone del bianco · b2 alfiere del bianco · c2 alfiere del bianco · e2 cavallo del bianco · h2 donna del nero · a1 torre del bianco · d1 donna del bianco · h1 torre del bianco | a8 torre del nero · g8 re del nero · a7 pedone del nero · b7 pedone del nero · c7 pedone del nero · f7 torre del nero · h7 pedone del nero · d6 pedone del nero · h6 alfiere del nero · d5 pedone del bianco · e5 cavallo del nero · b4 cavallo del nero · e4 pedone del bianco · f4 pedone del bianco · g4 pedone del nero · b3 pedone del bianco · e3 re del bianco · g3 pedone del bianco · a2 pedone del bianco · b2 alfiere del bianco · c2 alfiere del bianco · e2 cavallo del bianco · h2 donna del nero · a1 torre del bianco · d1 donna del bianco · h1 torre del bianco | a8 torre del nero · g8 re del nero · a7 pedone del nero · b7 pedone del nero · c7 pedone del nero · f7 torre del nero · h7 pedone del nero · d6 pedone del nero · h6 alfiere del nero · d5 pedone del bianco · e5 cavallo del nero · b4 cavallo del nero · e4 pedone del bianco · f4 pedone del bianco · g4 pedone del nero · b3 pedone del bianco · e3 re del bianco · g3 pedone del bianco · a2 pedone del bianco · b2 alfiere del bianco · c2 alfiere del bianco · e2 cavallo del bianco · h2 donna del nero · a1 torre del bianco · d1 donna del bianco · h1 torre del bianco | 4 |
| 3 | a8 torre del nero · g8 re del nero · a7 pedone del nero · b7 pedone del nero · c7 pedone del nero · f7 torre del nero · h7 pedone del nero · d6 pedone del nero · h6 alfiere del nero · d5 pedone del bianco · e5 cavallo del nero · b4 cavallo del nero · e4 pedone del bianco · f4 pedone del bianco · g4 pedone del nero · b3 pedone del bianco · e3 re del bianco · g3 pedone del bianco · a2 pedone del bianco · b2 alfiere del bianco · c2 alfiere del bianco · e2 cavallo del bianco · h2 donna del nero · a1 torre del bianco · d1 donna del bianco · h1 torre del bianco | a8 torre del nero · g8 re del nero · a7 pedone del nero · b7 pedone del nero · c7 pedone del nero · f7 torre del nero · h7 pedone del nero · d6 pedone del nero · h6 alfiere del nero · d5 pedone del bianco · e5 cavallo del nero · b4 cavallo del nero · e4 pedone del bianco · f4 pedone del bianco · g4 pedone del nero · b3 pedone del bianco · e3 re del bianco · g3 pedone del bianco · a2 pedone del bianco · b2 alfiere del bianco · c2 alfiere del bianco · e2 cavallo del bianco · h2 donna del nero · a1 torre del bianco · d1 donna del bianco · h1 torre del bianco | a8 torre del nero · g8 re del nero · a7 pedone del nero · b7 pedone del nero · c7 pedone del nero · f7 torre del nero · h7 pedone del nero · d6 pedone del nero · h6 alfiere del nero · d5 pedone del bianco · e5 cavallo del nero · b4 cavallo del nero · e4 pedone del bianco · f4 pedone del bianco · g4 pedone del nero · b3 pedone del bianco · e3 re del bianco · g3 pedone del bianco · a2 pedone del bianco · b2 alfiere del bianco · c2 alfiere del bianco · e2 cavallo del bianco · h2 donna del nero · a1 torre del bianco · d1 donna del bianco · h1 torre del bianco | a8 torre del nero · g8 re del nero · a7 pedone del nero · b7 pedone del nero · c7 pedone del nero · f7 torre del nero · h7 pedone del nero · d6 pedone del nero · h6 alfiere del nero · d5 pedone del bianco · e5 cavallo del nero · b4 cavallo del nero · e4 pedone del bianco · f4 pedone del bianco · g4 pedone del nero · b3 pedone del bianco · e3 re del bianco · g3 pedone del bianco · a2 pedone del bianco · b2 alfiere del bianco · c2 alfiere del bianco · e2 cavallo del bianco · h2 donna del nero · a1 torre del bianco · d1 donna del bianco · h1 torre del bianco | a8 torre del nero · g8 re del nero · a7 pedone del nero · b7 pedone del nero · c7 pedone del nero · f7 torre del nero · h7 pedone del nero · d6 pedone del nero · h6 alfiere del nero · d5 pedone del bianco · e5 cavallo del nero · b4 cavallo del nero · e4 pedone del bianco · f4 pedone del bianco · g4 pedone del nero · b3 pedone del bianco · e3 re del bianco · g3 pedone del bianco · a2 pedone del bianco · b2 alfiere del bianco · c2 alfiere del bianco · e2 cavallo del bianco · h2 donna del nero · a1 torre del bianco · d1 donna del bianco · h1 torre del bianco | a8 torre del nero · g8 re del nero · a7 pedone del nero · b7 pedone del nero · c7 pedone del nero · f7 torre del nero · h7 pedone del nero · d6 pedone del nero · h6 alfiere del nero · d5 pedone del bianco · e5 cavallo del nero · b4 cavallo del nero · e4 pedone del bianco · f4 pedone del bianco · g4 pedone del nero · b3 pedone del bianco · e3 re del bianco · g3 pedone del bianco · a2 pedone del bianco · b2 alfiere del bianco · c2 alfiere del bianco · e2 cavallo del bianco · h2 donna del nero · a1 torre del bianco · d1 donna del bianco · h1 torre del bianco | a8 torre del nero · g8 re del nero · a7 pedone del nero · b7 pedone del nero · c7 pedone del nero · f7 torre del nero · h7 pedone del nero · d6 pedone del nero · h6 alfiere del nero · d5 pedone del bianco · e5 cavallo del nero · b4 cavallo del nero · e4 pedone del bianco · f4 pedone del bianco · g4 pedone del nero · b3 pedone del bianco · e3 re del bianco · g3 pedone del bianco · a2 pedone del bianco · b2 alfiere del bianco · c2 alfiere del bianco · e2 cavallo del bianco · h2 donna del nero · a1 torre del bianco · d1 donna del bianco · h1 torre del bianco | a8 torre del nero · g8 re del nero · a7 pedone del nero · b7 pedone del nero · c7 pedone del nero · f7 torre del nero · h7 pedone del nero · d6 pedone del nero · h6 alfiere del nero · d5 pedone del bianco · e5 cavallo del nero · b4 cavallo del nero · e4 pedone del bianco · f4 pedone del bianco · g4 pedone del nero · b3 pedone del bianco · e3 re del bianco · g3 pedone del bianco · a2 pedone del bianco · b2 alfiere del bianco · c2 alfiere del bianco · e2 cavallo del bianco · h2 donna del nero · a1 torre del bianco · d1 donna del bianco · h1 torre del bianco | 3 |
| 2 | a8 torre del nero · g8 re del nero · a7 pedone del nero · b7 pedone del nero · c7 pedone del nero · f7 torre del nero · h7 pedone del nero · d6 pedone del nero · h6 alfiere del nero · d5 pedone del bianco · e5 cavallo del nero · b4 cavallo del nero · e4 pedone del bianco · f4 pedone del bianco · g4 pedone del nero · b3 pedone del bianco · e3 re del bianco · g3 pedone del bianco · a2 pedone del bianco · b2 alfiere del bianco · c2 alfiere del bianco · e2 cavallo del bianco · h2 donna del nero · a1 torre del bianco · d1 donna del bianco · h1 torre del bianco | a8 torre del nero · g8 re del nero · a7 pedone del nero · b7 pedone del nero · c7 pedone del nero · f7 torre del nero · h7 pedone del nero · d6 pedone del nero · h6 alfiere del nero · d5 pedone del bianco · e5 cavallo del nero · b4 cavallo del nero · e4 pedone del bianco · f4 pedone del bianco · g4 pedone del nero · b3 pedone del bianco · e3 re del bianco · g3 pedone del bianco · a2 pedone del bianco · b2 alfiere del bianco · c2 alfiere del bianco · e2 cavallo del bianco · h2 donna del nero · a1 torre del bianco · d1 donna del bianco · h1 torre del bianco | a8 torre del nero · g8 re del nero · a7 pedone del nero · b7 pedone del nero · c7 pedone del nero · f7 torre del nero · h7 pedone del nero · d6 pedone del nero · h6 alfiere del nero · d5 pedone del bianco · e5 cavallo del nero · b4 cavallo del nero · e4 pedone del bianco · f4 pedone del bianco · g4 pedone del nero · b3 pedone del bianco · e3 re del bianco · g3 pedone del bianco · a2 pedone del bianco · b2 alfiere del bianco · c2 alfiere del bianco · e2 cavallo del bianco · h2 donna del nero · a1 torre del bianco · d1 donna del bianco · h1 torre del bianco | a8 torre del nero · g8 re del nero · a7 pedone del nero · b7 pedone del nero · c7 pedone del nero · f7 torre del nero · h7 pedone del nero · d6 pedone del nero · h6 alfiere del nero · d5 pedone del bianco · e5 cavallo del nero · b4 cavallo del nero · e4 pedone del bianco · f4 pedone del bianco · g4 pedone del nero · b3 pedone del bianco · e3 re del bianco · g3 pedone del bianco · a2 pedone del bianco · b2 alfiere del bianco · c2 alfiere del bianco · e2 cavallo del bianco · h2 donna del nero · a1 torre del bianco · d1 donna del bianco · h1 torre del bianco | a8 torre del nero · g8 re del nero · a7 pedone del nero · b7 pedone del nero · c7 pedone del nero · f7 torre del nero · h7 pedone del nero · d6 pedone del nero · h6 alfiere del nero · d5 pedone del bianco · e5 cavallo del nero · b4 cavallo del nero · e4 pedone del bianco · f4 pedone del bianco · g4 pedone del nero · b3 pedone del bianco · e3 re del bianco · g3 pedone del bianco · a2 pedone del bianco · b2 alfiere del bianco · c2 alfiere del bianco · e2 cavallo del bianco · h2 donna del nero · a1 torre del bianco · d1 donna del bianco · h1 torre del bianco | a8 torre del nero · g8 re del nero · a7 pedone del nero · b7 pedone del nero · c7 pedone del nero · f7 torre del nero · h7 pedone del nero · d6 pedone del nero · h6 alfiere del nero · d5 pedone del bianco · e5 cavallo del nero · b4 cavallo del nero · e4 pedone del bianco · f4 pedone del bianco · g4 pedone del nero · b3 pedone del bianco · e3 re del bianco · g3 pedone del bianco · a2 pedone del bianco · b2 alfiere del bianco · c2 alfiere del bianco · e2 cavallo del bianco · h2 donna del nero · a1 torre del bianco · d1 donna del bianco · h1 torre del bianco | a8 torre del nero · g8 re del nero · a7 pedone del nero · b7 pedone del nero · c7 pedone del nero · f7 torre del nero · h7 pedone del nero · d6 pedone del nero · h6 alfiere del nero · d5 pedone del bianco · e5 cavallo del nero · b4 cavallo del nero · e4 pedone del bianco · f4 pedone del bianco · g4 pedone del nero · b3 pedone del bianco · e3 re del bianco · g3 pedone del bianco · a2 pedone del bianco · b2 alfiere del bianco · c2 alfiere del bianco · e2 cavallo del bianco · h2 donna del nero · a1 torre del bianco · d1 donna del bianco · h1 torre del bianco | a8 torre del nero · g8 re del nero · a7 pedone del nero · b7 pedone del nero · c7 pedone del nero · f7 torre del nero · h7 pedone del nero · d6 pedone del nero · h6 alfiere del nero · d5 pedone del bianco · e5 cavallo del nero · b4 cavallo del nero · e4 pedone del bianco · f4 pedone del bianco · g4 pedone del nero · b3 pedone del bianco · e3 re del bianco · g3 pedone del bianco · a2 pedone del bianco · b2 alfiere del bianco · c2 alfiere del bianco · e2 cavallo del bianco · h2 donna del nero · a1 torre del bianco · d1 donna del bianco · h1 torre del bianco | 2 |
| 1 | a8 torre del nero · g8 re del nero · a7 pedone del nero · b7 pedone del nero · c7 pedone del nero · f7 torre del nero · h7 pedone del nero · d6 pedone del nero · h6 alfiere del nero · d5 pedone del bianco · e5 cavallo del nero · b4 cavallo del nero · e4 pedone del bianco · f4 pedone del bianco · g4 pedone del nero · b3 pedone del bianco · e3 re del bianco · g3 pedone del bianco · a2 pedone del bianco · b2 alfiere del bianco · c2 alfiere del bianco · e2 cavallo del bianco · h2 donna del nero · a1 torre del bianco · d1 donna del bianco · h1 torre del bianco | a8 torre del nero · g8 re del nero · a7 pedone del nero · b7 pedone del nero · c7 pedone del nero · f7 torre del nero · h7 pedone del nero · d6 pedone del nero · h6 alfiere del nero · d5 pedone del bianco · e5 cavallo del nero · b4 cavallo del nero · e4 pedone del bianco · f4 pedone del bianco · g4 pedone del nero · b3 pedone del bianco · e3 re del bianco · g3 pedone del bianco · a2 pedone del bianco · b2 alfiere del bianco · c2 alfiere del bianco · e2 cavallo del bianco · h2 donna del nero · a1 torre del bianco · d1 donna del bianco · h1 torre del bianco | a8 torre del nero · g8 re del nero · a7 pedone del nero · b7 pedone del nero · c7 pedone del nero · f7 torre del nero · h7 pedone del nero · d6 pedone del nero · h6 alfiere del nero · d5 pedone del bianco · e5 cavallo del nero · b4 cavallo del nero · e4 pedone del bianco · f4 pedone del bianco · g4 pedone del nero · b3 pedone del bianco · e3 re del bianco · g3 pedone del bianco · a2 pedone del bianco · b2 alfiere del bianco · c2 alfiere del bianco · e2 cavallo del bianco · h2 donna del nero · a1 torre del bianco · d1 donna del bianco · h1 torre del bianco | a8 torre del nero · g8 re del nero · a7 pedone del nero · b7 pedone del nero · c7 pedone del nero · f7 torre del nero · h7 pedone del nero · d6 pedone del nero · h6 alfiere del nero · d5 pedone del bianco · e5 cavallo del nero · b4 cavallo del nero · e4 pedone del bianco · f4 pedone del bianco · g4 pedone del nero · b3 pedone del bianco · e3 re del bianco · g3 pedone del bianco · a2 pedone del bianco · b2 alfiere del bianco · c2 alfiere del bianco · e2 cavallo del bianco · h2 donna del nero · a1 torre del bianco · d1 donna del bianco · h1 torre del bianco | a8 torre del nero · g8 re del nero · a7 pedone del nero · b7 pedone del nero · c7 pedone del nero · f7 torre del nero · h7 pedone del nero · d6 pedone del nero · h6 alfiere del nero · d5 pedone del bianco · e5 cavallo del nero · b4 cavallo del nero · e4 pedone del bianco · f4 pedone del bianco · g4 pedone del nero · b3 pedone del bianco · e3 re del bianco · g3 pedone del bianco · a2 pedone del bianco · b2 alfiere del bianco · c2 alfiere del bianco · e2 cavallo del bianco · h2 donna del nero · a1 torre del bianco · d1 donna del bianco · h1 torre del bianco | a8 torre del nero · g8 re del nero · a7 pedone del nero · b7 pedone del nero · c7 pedone del nero · f7 torre del nero · h7 pedone del nero · d6 pedone del nero · h6 alfiere del nero · d5 pedone del bianco · e5 cavallo del nero · b4 cavallo del nero · e4 pedone del bianco · f4 pedone del bianco · g4 pedone del nero · b3 pedone del bianco · e3 re del bianco · g3 pedone del bianco · a2 pedone del bianco · b2 alfiere del bianco · c2 alfiere del bianco · e2 cavallo del bianco · h2 donna del nero · a1 torre del bianco · d1 donna del bianco · h1 torre del bianco | a8 torre del nero · g8 re del nero · a7 pedone del nero · b7 pedone del nero · c7 pedone del nero · f7 torre del nero · h7 pedone del nero · d6 pedone del nero · h6 alfiere del nero · d5 pedone del bianco · e5 cavallo del nero · b4 cavallo del nero · e4 pedone del bianco · f4 pedone del bianco · g4 pedone del nero · b3 pedone del bianco · e3 re del bianco · g3 pedone del bianco · a2 pedone del bianco · b2 alfiere del bianco · c2 alfiere del bianco · e2 cavallo del bianco · h2 donna del nero · a1 torre del bianco · d1 donna del bianco · h1 torre del bianco | a8 torre del nero · g8 re del nero · a7 pedone del nero · b7 pedone del nero · c7 pedone del nero · f7 torre del nero · h7 pedone del nero · d6 pedone del nero · h6 alfiere del nero · d5 pedone del bianco · e5 cavallo del nero · b4 cavallo del nero · e4 pedone del bianco · f4 pedone del bianco · g4 pedone del nero · b3 pedone del bianco · e3 re del bianco · g3 pedone del bianco · a2 pedone del bianco · b2 alfiere del bianco · c2 alfiere del bianco · e2 cavallo del bianco · h2 donna del nero · a1 torre del bianco · d1 donna del bianco · h1 torre del bianco | 1 |
|   | a | b | c | d | e | f | g | h |   |

Palugaeŭski – Nežmetdinov, 28º Campionato sovietico, Soči 1958
Difesa ucraina (ECO A54) – 1. d4 Cf6 2. c4 d6 3. Cc3 e5 4. e4 exd4 5. Dxd4 Cc6 6. Dd2 g6 7. b3 Ag7 8. Ab2 O-O 9. Ad3 Cg4 10. Cge2 Dh4 11. Cg3 Cge5 12. O-O f5 13. f3 Ah6 14. Dd1 f4 15. Cge2 g5 16. Cd5 g4 17. g3 fxg3 18. hxg3 Dh3 19. f4 Ae6 20. Ac2 Tf7 21. Rf2 Dh2+ 22. Re3 Axd5 23. cxd5 Cb4 24. Th1   (vedi diagramma)
24. ...Txf4!! 25. Txh2 Tf3+ 26. Rd4 Ag7!!  una mossa "silenziosa", che minaccia 27. ...b5! e 28. ...Cec6#
27. a4 c5+ 28. dxc6 bxc6 29. Ad3 Cexd3+ 30. Rc4 d5+ 31. exd5 cxd5+ 32. Rb5 Tb8+ 33. Ra5 Cc6+ (0-1).   (vedi la partita online)
Yasser Seirawan ha scritto nel suo libro "Combinations" che Palugaeŭski disse di questa partita: "Devo aver battuto Rashid una dozzina di volte, ma questa sua vittoria fu così bella che le avrei barattate tutte per essere dall'altro lato della scacchiera in questa partita".
- Andor Lilienthal - Nežmetdinov, Baku 1951  difesa ucraina A54
- Enrico Paoli -  Nežmetdinov, Bucarest 1954  Siciliana var. Najdorf B95
- Nežmetdinov - Tal', Campionato sovietico 1957  1957 difesa Francese C17
- Nežmetdinov - Spasskij, Campionato sovietico 1957  Siciliana var. Rossolimo
- Isaac Boleslavskij - Nežmetdinov, Campionato sovietico a squadre 1958  partita Spagnola C76
- Nežmetdinov - Bronštejn, Campionato sovietico 1959  Spagnola var. Jaenisch C63
- Nežmetdinov - Oleg Černikov, Rostov 1962  Siciliana var. dragone B35 (sacrificio di Donna alla 12ª mossa) [4]

## Hanno detto di lui
- Michail Botvinnik: "Nessuno vede le combinazioni come Rashid Nežmetdinov"[senza fonte]
- David Bronštejn: "Nežmetdinov è un fantastico matematico"[senza fonte]
- Michail Tal': "Le sue partite mettono in evidenza la bellezza degli scacchi e ti fanno amare non tanto i punti realizzati e la posizione di classifica, ma la meravigliosa armonia ed eleganza di questo mondo particolare"[senza fonte]
- Leŭ Palugaeŭski: "Nežmetdinov è il più grande maestro dell'iniziativa"[senza fonte]